# Fenmetrazin

Strukturformel för fenmetrazin.

Fenmetrazin, summaformel C11H15NO, även kallat Fenmetralin, är ett centralstimulerande medel.
Det såldes tidigare i Sverige under varunamnet Preludin, som var ett bantningsmedel. Det tillverkades av läkemedelsföretaget Boehringer. Preludin blev indraget som läkemedel i Sverige 1965.
Fenmetrazin var vanligt förekommande på den illegala narkotikamarknaden under 1960- och 1970-talen, då det smugglades i stora kvantiteter till Sverige från apotek främst i Spanien. Bland annat smugglades flera hundra kilo in av västtyske drogsmugglaren Karl Pauksch. 1999 misstänktes han återigen för att smuggla in flera kilo fenmetrazin. Numera förekommer det endast sporadiskt. Enligt polisens statistik beslagtas några hekton per år i Sverige.[källa behövs]
Substansen är narkotikaklassad i Sverige sedan 1959 och ingår i förteckning P II i 1971 års psykotropkonvention, samt i förteckning II i Sverige.